# Kanive Basavanahalli, Alur
Kanive Basavanahalli là một làng thuộc tehsil Alur, huyện Hassan, bang Karnataka, Ấn Độ.